# نهائي الكأس الكندية 2024
نهائي الكأس الكندية 2024 (بالإنجليزية: 2024 Canadian Championship final) هي المباراة الحاسمة لبطولة كندا 2024 [الإنجليزية]
 وأقيمت في 25 سبتمبر 2024. للعام الثالث على التوالي، أقيمت المباراة في بي سي بليس في فانكوفر، كولومبيا البريطانية، من قبل حامل اللقب مرتين نادي فانكوفر وايتكابس، الذي واجه نادي تورنتو إف سي. كانت هذه المباراة النهائية السادسة [الإنجليزية]
 التي لعبت بين الناديين.
انتهت المباراة بالتعادل 0–0 وتم حسمها بركلات الترجيح، والتي فاز بها وايتكابس 4–2 ليحصد اللقب الثالث على التوالي. تأهل فانكوفر إلى كأس أبطال الكونكاكاف 2025 [الإنجليزية]
 باعتباره الفائز بالمباراة النهائية.

## الفرق
| الفريق           | الدوري                     | المدينة                      | المشاركات السابقة في النهائيات (يشير الخط العريض إلى الفائزين)  |
| ---------------- | -------------------------- | ---------------------------- | --------------------------------------------------------------- |
| فانكوفر وايتكابس | الدوري الأمريكي لكرة القدم | فانكوفر، كولومبيا البريطانية | 8 (2011، 2012، 2013، 2015، 2016، 2018، 2022، 2023)              |
| تورنتو           | الدوري الأمريكي لكرة القدم | تورنتو، أونتاريو             | 10 (2011، 2012، 2014، 2016، 2017، 2018، 2019، 2020، 2021، 2022) |

## الخلفية

### الطريق إلى النهائي
| فانكوفر وايتكابس | فانكوفر وايتكابس       | الجولة           | تورنتو                          | تورنتو               |
| ---------------- | ---------------------- | ---------------- | ------------------------------- | -------------------- |
| الخصم            | نتيجة                  | الجولة           | الخصم                           | نتيجة                |
| استبقاء          | استبقاء                | الجولة التمهيدية | سيمكو كاونتي روفرز [الإنجليزية] | 5–0 (د)              |
| كافالري          | 2–2 المجموع. (ق.أ.خ.أ) | ربع النهائي      | سي إس سان لوران [الإنجليزية]    | 11–1 مجموع.          |
| باسفيك           | 2–0 المجموع.           | نصف النهائي      | فورج                            | 2–2 مجموع. (ق.أ.خ.أ) |

## تفاصيل المباراة
| فانكوفر وايتكابس                                          | 0–0   | تورونتو                              |
| --------------------------------------------------------- | ----- | ------------------------------------ |
|                                                           | تقرير |                                      |
| ركلات الترجيح                                             |       |                                      |
| - جولد - آرمسترونغ - برهالتر - وايت - أوتفيك [الإنجليزية] | 4–2   | - أوسو - لونغستاف - تومسون - أوسوريو |

| فانكوفر | تورونتو |